# MissingNo.
Vous lisez un « article de qualité » labellisé en 2012.
MissingNo. (けつばん, Ketsuban), parfois orthographié MissingNO, est un système de gestion d'exceptions des jeux vidéo Pokémon Rouge et Bleu, assimilé à une espèce de Pokémon. Signifiant « numéro manquant » et décrit comme une « erreur de programmation », MissingNo. est conçu par les développeurs de Game Freak pour apparaître au cours du jeu en cas d'accès aux données d'une espèce de Pokémon inexistante. Des failles dans la programmation du jeu permettent au joueur de rencontrer MissingNo. via un glitch.
MissingNo. a été évoqué par Nintendo pour la première fois dans le numéro de mai 1999 du Nintendo Power, qui décrit la méthode pour l'obtenir ainsi que les bugs qu'il peut provoquer. Son apparition dans Pokémon Rouge et Bleu a été désignée comme l'un des glitchs les plus célèbres du jeu vidéo par IGN et a été étudiée dans plusieurs travaux de sociologie. Les fans de la série ont également tenté de trouver une explication logique à la présence de MissingNo. dans l'univers du jeu.

## Création
La franchise Pokémon, développée par Game Freak pour Nintendo et introduite au Japon en 1996, tourne autour du concept de capture et d'entraînement de 151 espèces de créatures appelées Pokémon, afin de les utiliser pour combattre des Pokémon sauvages et ceux d'autres dresseurs Pokémon, qu'il s'agisse de personnages non-joueurs ou d'autres joueurs humains. La puissance des Pokémon au combat est déterminée par leurs statistiques d'attaque, de défense et de vitesse et ils peuvent apprendre de nouvelles capacités en accumulant des points d'expérience ou si leur dresseur leur donne certains objets. Ces capacités peuvent aussi permettre aux joueurs d'interagir avec l'univers du jeu, par exemple en se déplaçant instantanément entre deux villes.
MissingNo. ne figure pas parmi les 151 Pokémon : il a été conçu comme un système de gestion d'exceptions. L'exception en cause est l'accès par le jeu aux données d'une espèce de Pokémon inexistante et si elle se produit, MissingNo. doit apparaître. Son nom fait référence à cette fonction puisqu'il signifie « nombre manquant » en japonais comme en anglais. En japonais, Ketsuban (けつばん) assemble les kanjis « ketsu » (欠, manquant) et « ban » (番, nombre) ; en anglais « MissingNo. » est la contraction de « missing no  »,. Le Pokémon conserve ce nom, parfois orthographié, « MissingNO », dans les autres langues.

## Apparition
La méthode pour déclencher l'apparition de MissingNo. est décrite pour la première fois par Nintendo dans le numéro de mai 1999 du magazine Nintendo Power, en réponse à un lecteur, tout en précisant que « tout contact avec lui peut facilement effacer votre fichier de sauvegarde ou corrompre les graphismes du jeu ». Le magazine explique que pour rencontrer MissingNo., le joueur doit se rendre à la ville de Jadielle afin de parler à un vieil homme qui explique comment capturer un Pokémon ; ensuite, il doit utiliser la capacité « Vol » pour se rendre à Cramois'Île, puis utiliser la capacité « Surf » pour longer la côte est de l'île, où se trouve MissingNo,.
Cette apparition est due à une faille dans le système de rencontre aléatoire de Pokémon sauvages. Dans chaque zone du monde, les données relatives aux Pokémon sauvages qui y sont présents sont stockées dans une mémoire tampon à laquelle le jeu accède lorsque le joueur rencontre un Pokémon. Toutefois, sur la côte est de Cramois'Île, aucune donnée n'est placée dans la mémoire tampon ; ce sont donc les informations relatives à la zone précédemment traversée qui sont utilisées à la place. Or, l'explication du vieil homme de Jadielle stocke dans la mémoire tampon le nom du joueur. Par conséquent, si aucune zone n'est visitée entretemps, les données utilisées pour déterminer les Pokémon sauvages rencontrés sur la côte de Cramois'île sont les valeurs hexadécimales attribuées à chaque lettre du nom du joueur. Si ces valeurs ne correspondent pas à un Pokémon déterminé, le système de gestion d'exceptions se déclenche et fait apparaître MissingNo.
Une fois le Pokémon rencontré, le joueur peut choisir de le combattre avec ses propres Pokémon, de le capturer ou de s'enfuir, comme avec n'importe quel autre Pokémon du jeu. S'il est capturé, MissingNo. est un Pokémon pleinement fonctionnel pour le joueur : il peut être utilisé en combat et figure sous le numéro « 000 » dans le Pokédex, l'encyclopédie fictive recensant l'ensemble des Pokémon. Ses types sont « Bird » et « Normal », le type « Bird », (« oiseau » en anglais) étant lui-même spécifique à ce Pokémon. MissingNo. apparaît le plus souvent sous une forme rectangulaire brouillée, bien que certaines valeurs de rencontre présentent une autre forme telle un spectre, un squelette de Ptéra ou un squelette de Kabutops,.
Quelle que soit l'issue du combat, le jeu est affecté par le recours au glitch : ainsi, l'objet en sixième position dans le sac du joueur est dupliqué en 128 exemplaires, et la galerie des Pokémon vainqueurs de la Ligue Pokémon subit d'importantes altérations graphiques. D'autres problèmes graphiques temporaires peuvent également apparaître mais l'affichage des statistiques d'un autre Pokémon ou la réinitialisation de la Game Boy suffisent à les éliminer.

## Accueil

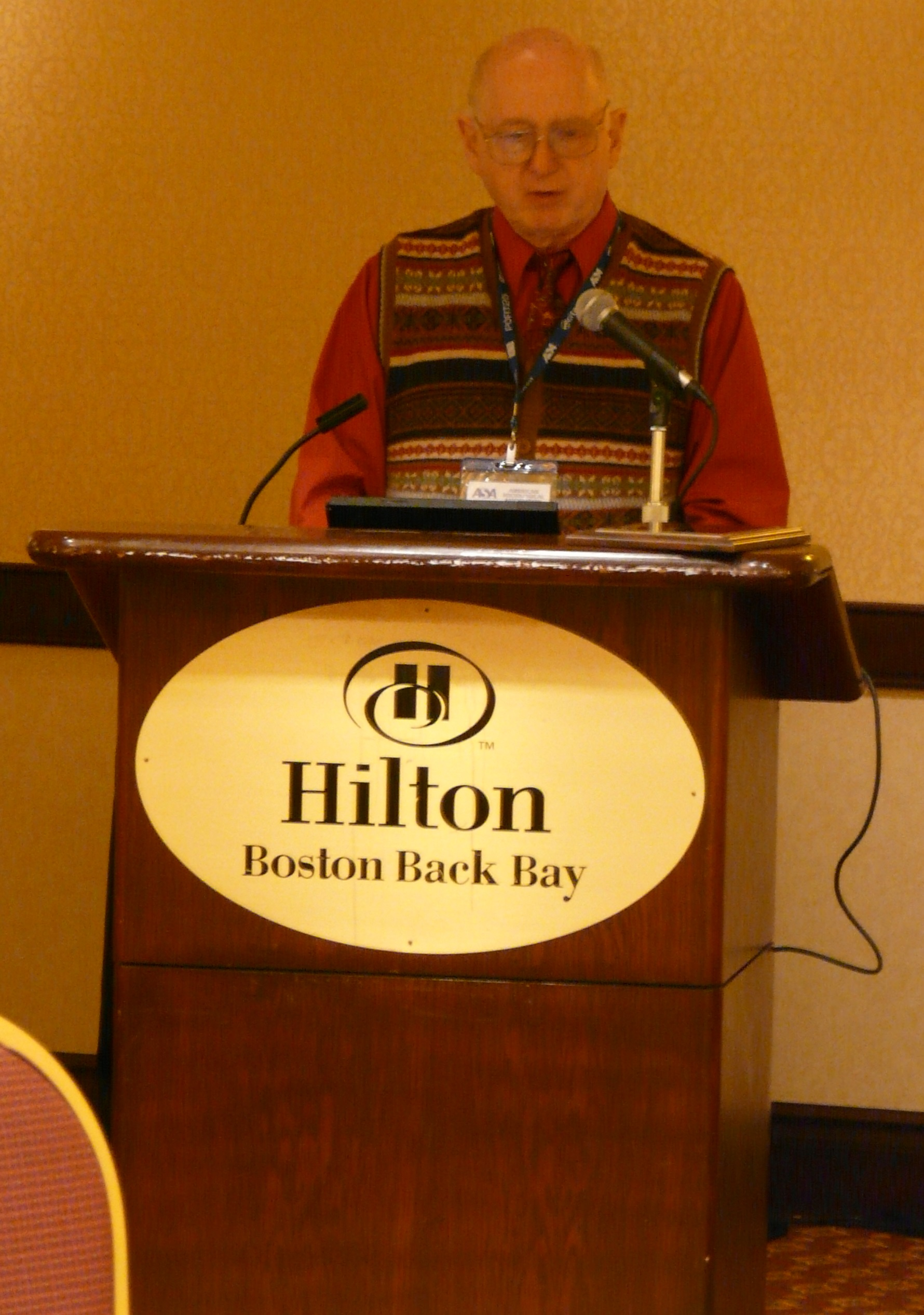
Le sociologue américain William Sims Bainbridge a étudié les effets des glitchs comme MissingNo. sur les joueurs.

Bien qu'il n'apparaisse que dans trois jeux de la série, le glitch a connu un écho significatif. Nintendo a décrit MissingNo. comme une « erreur de programmation » et a mis en garde les joueurs contre la rencontre avec ce Pokémon,, supprimant le glitch dans le jeu suivant, Pokémon Jaune, mais on peut quand même le rencontrer via un glitch similaire à celui de Mew à Lavanville. En dépit des avertissements de Nintendo, la méthode pour rencontrer MissingNo. a été publiée dans de nombreux magazines et guides de jeu,,, et certains joueurs ont même tenté de vendre des astuces — vraies ou fausses — pour le capturer, pour des montants s'élevant jusqu'à 200 $.
En 2009, le site spécialisé IGN a inclus MissingNo. dans leur top dix des easter eggs dans les jeux vidéo, le décrivant comme un « glitchimon » et notant son utilité pour dupliquer les objets disponibles en quantité limitée dans le jeu. Dans un autre article, IGN relève que MissingNo. « nous en apprend beaucoup sur les fans de Pokémon, qui sont prêts à employer un glitch qui aurait pu détruire leur jeu pour augmenter la puissance de leurs Pokémon » ,. MissingNo. est également à l'origine de nombreux mèmes sur Internet.
L'accueil de MissingNo. par les joueurs a été l'objet de plusieurs études sociologiques portant sur les individus et les jeux vidéo. Le sociologue William Sims Bainbridge a déclaré dans une étude sur les glitchs dans les jeux vidéo que Game Freak « a donné naissance à un des glitchs les plus célèbres de l'histoire du jeu vidéo », citant son utilisation créative par les joueurs. Dans son livre Pikachu's Global Adventure: The Rise and Fall of Pokémon, le professeur Julian Sefton-Green s'intéresse à la rupture de l'illusion engendrée par l'apparition MissingNo., qui rappelle au joueur que son jeu n'est « au fond, [qu']un programme informatique »,. Le livre Playing with Videogames étudie l'accueil de MissingNo. en profondeur, décrivant la tendance des joueurs à réagir à son apparition avec curiosité. Le livre décrit également la créativité avec laquelle les communautés de joueurs de Pokémon ont tenté d'en faire un véritable aspect du monde Pokémon grâce à des éléments tels que des fanfictions ou des fanarts. Il relève également que les gens ont contribué à faire connaître les imperfections du jeu et que les circonstances entourant la popularité de MissingNo. forment un cas unique qui a peu de chance de se reproduire.